# ونگنو سوپریوره
ونگنو سوپریوره (به ایتالیایی: Venegono Superiore) یک کومونه در ایتالیا است که در استان وارزه واقع شده‌است.

## خصوصیات
ونگنو سوپریوره ۶٫۹ کیلومترمربع مساحت و ۶٬۸۰۹ نفر جمعیت دارد و ۳۳۱ متر بالاتر از سطح دریا واقع شده‌است.